# ユマティラ郡 (オレゴン州)
ユマティラ郡（英: Umatilla County、IPA：/ˌjuːməˈtɪlə/）は、アメリカ合衆国オレゴン州にある郡である。郡名はユマティラ川に由来する。人口は8万0075人（2020年）。郡庁所在地はペンドルトンで、最大都市はハーミストンである。ペンドルトン＝ハーミストン小都市統計地域(Pendleton-Hermiston Micropolitan Statistical Area) の一部を形成している。

## 歴史
1862年9月27日、ユマティラ郡がワスコ郡の一部から分離して成立した。その後、グラント郡、モロー郡、ユニオン郡、ワラワ郡の成立を受けて、ユマティラ郡の境界は繰り返し調整が行われた。またこの法的措置により、一時的ではあったがマーシャル・ステーションに郡庁が置かれた。1865年に郡庁所在地を採決する投票が行われ、ユマティラシティ（現：オレゴン州ユマティラ）が郡庁所在地に選ばれた。小麦農業が発展すると人口は郡の北部および東部に傾いたため、その後の1868年の投票の結果、ユマティラ郡の郡庁所在地はペンドルトンに変更された。
1855年、ワラ・ワラ条約によりユマティラ・インディアン居留地が設立した。ペンドルトンのすぐ南西に位置するこの居留地に、ユマティラ族、ワラ・ワラ族、カイユース族が住まわされた。
2004年2月4日、アメリカ合衆国内で最大規模の Wi-Fi ワイドエリアネットワークとなる EZ Wireless of Hermiston が正式に開設した。この WAN がカバーする地域は、ユマティラ郡、モロー郡、ワシントン州ベントン郡に及んでいる。現地の警察、消防署、救命士がユマティラ・ケミカル・デポ（現在、アメリカ陸軍が神経ガスを収めた国立武器庫を整備する施設）での事故やテロ攻撃に即座に対応できるように創設されたものであったが、このネットワークは一部の地域から無料でアクセスすることが可能になっている。

## 経済
1862年にゴールドラッシュが起こると、多くの鉱山労働者と畜産業者は、ユマティラ郡の山々や草原を目指した。1881年の鉄道開通による刺激も相俟り、ユマティラの乾燥した土壌に小麦栽培が発展した。灌漑用水は地域経済の多様化と成長の鍵となった。最近ではハーミストンでメロンなどの栽培が行われている。一年に一度ペンドルトンで開催されるロデオ「ペンドルトン・ラウンドアップ」は、ユマティラ郡の重要な観光資源となっている。

## 地理

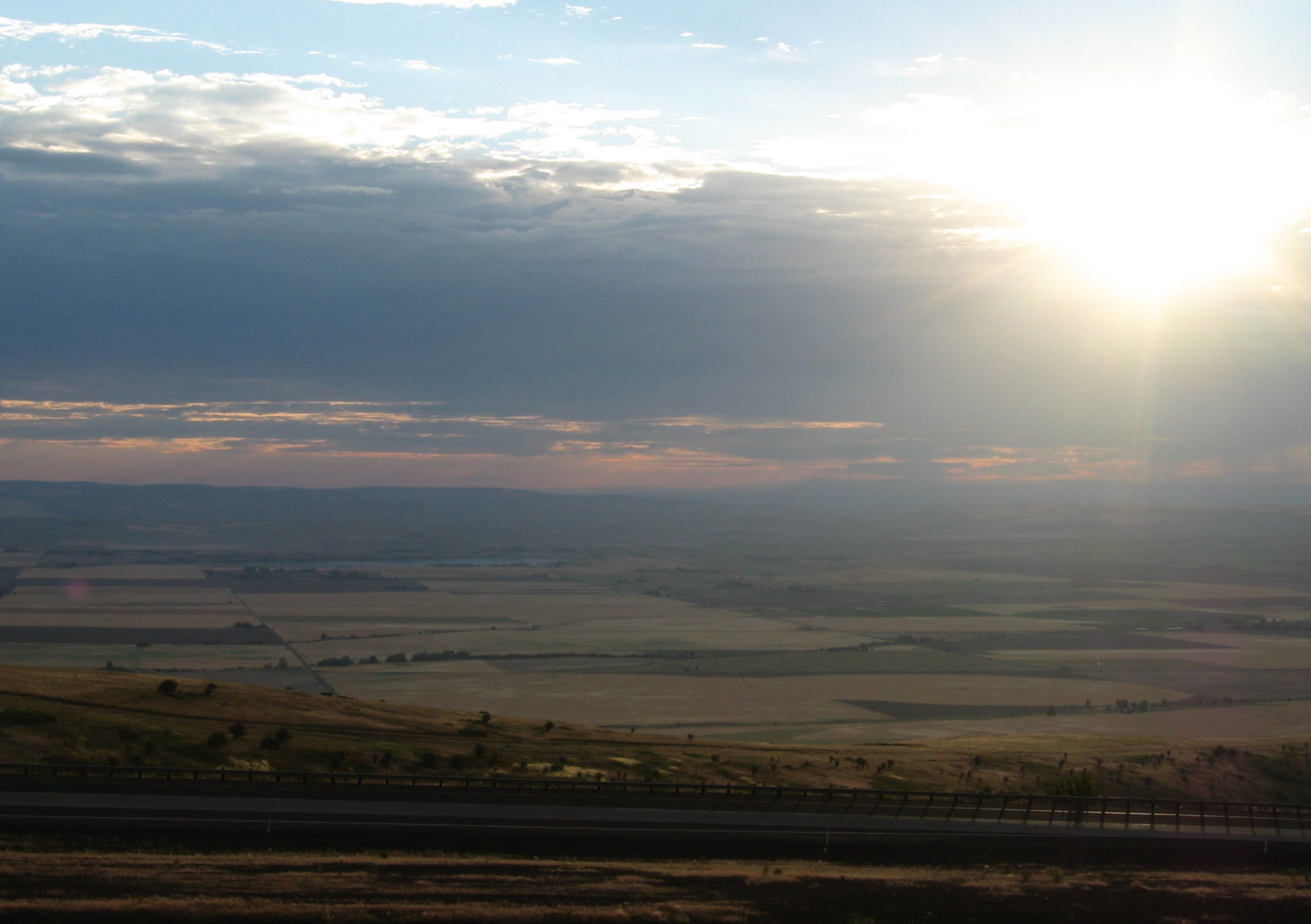
ユマティラ郡で州間高速道路84号線とマッケイ貯水池を望む。

アメリカ合衆国国勢調査局によれば、ユマティラ郡の総面積は 8,369 km2 (3,231 mi2) で、その内 8,327 km2 (3,215 mi2) が陸地、41 km2 (16 mi2、0.49%) が水面である。

### 隣接郡
- ベントン郡（ワシントン州） - 北
- ワラワラ郡（ワシントン州） - 北
- コロンビア郡（ワシントン州） - 北東
- ワロワ郡 - 東
- ユニオン郡 - 東
- グラント郡 - 南
- モロー郡 - 西

## 都市と町
- ハーミストン
- ペンドルトン（郡庁所在地）
- ユカイア
- アダムズ
- アテナ
- エコー
- ヘリックス
- ミルトン＝フリーウォーター
- パイロット・ロック
- スタンフィールド
- ユマティラ
- ウェストン

### 非法人地域及び国勢調査指定地域
- カイユース
- ゴーファー・フラッツ
- ホールドマン
- カークパトリック
- ミーチャム

- ミッション
- オードナンス（ゴーストタウン）
- リバーサイド
- トゥトゥイラ
- ユマパイン

## 人口動態
以下は2000年国勢調査による人口統計データである。
| - 人口: 70,548人 - 世帯数: 25,195世帯 - 家族数: 17,838家族 - 人口密度: 8人/km²（22人/mi²） - 住居数: 27,676軒 - 住居密度: 3軒/km²（9軒/mi²） - 白人: 82.00% - アフリカン・アメリカン: 0.82% - ネイティブ・アメリカン: 3.37% - アジア人: 0.75% - 太平洋諸島系: 0.18% - その他の人種: 10.67% - 混血: 2.21% - ヒスパニック・ラテン系: 16.11% - ドイツ系: 17.1% - アメリカ系: 13.0% - イギリス系: 9.8% - イラン系: 6.8% - 英語: 84% - スペイン語: 14.3% - 18歳未満: 27.80% - 18-24歳: 9.40% - 25-44歳: 28.30% - 45-64歳: 22.20%% - 65歳以上: 12.30% - 年齢の中央値: 35歳 - 性比（女性100人あたり男性の人口） - 総人口: 104.80 - 18歳以上: 104.70 | （対世帯数） - 18歳未満の子供がいる: 35.00% - 結婚・同居している夫婦: 55.10% - 未婚・離婚・死別女性が世帯主: 10.60% - 非家族世帯: 29.20% - 単身世帯: 23.70% - 65歳以上の老人1人暮らし: 9.70% - 平均構成人数 - 世帯: 2.67人 - 家族: 3.14人 - 収入の中央値 - 世帯: 36,249米ドル - 家族: 41,850米ドル - 性別 - 男性: 31,479米ドル - 女性: 22,325米ドル - 人口1人あたり収入: 16,410米ドル - 貧困線以下 - 対人口: 12.70% - 対家族数: 9.80% - 18歳未満: 16.20% - 65歳以上: 8.70% |